# Prekomorski teritorij Francuske
Prekomorski teritorij Francuske (francuski: Territoire d'outre-mer ili TOM) je jedan od statusa francuskih prekomorskih posjeda.
Ovaj status trenutno imaju samo Francuski južni i antarktički teritoriji.

## Bivši posjedi s ovim statusom
- Francuska Polinezija, od 1946. do 2003. godine, sada ima status collectivité d'outre-mer.
- Nova Kaledonija, od 1946. do 1999. godine, sada ima status collectivité sui generis.
- Wallis i Futuna, od 1961. do 2003. godine,sada ima status collectivité d'outre-mer.

## Vanjske poveznice
- Službena stranica  Arhivirana inačica izvorne stranice od 12. listopada 2005. (Wayback Machine)
- Razvoj francuskih prekomorskih područja  Arhivirana inačica izvorne stranice od 29. rujna 2006. (Wayback Machine)

|  | Portal Francuske – Pristup člancima s tematikom o Francuskoj. |